# Coelichneumon pumilionobilis
Coelichneumon pumilionobilis är en stekelart som beskrevs av Heinrich 1951. Coelichneumon pumilionobilis ingår i släktet Coelichneumon och familjen brokparasitsteklar. Inga underarter finns listade i Catalogue of Life.